# Styr
Der Styr (ukrainisch Стир, russisch Стырь) ist ein rechter Nebenfluss des Prypjat mit einer Länge von 494 km. Sein Einzugsgebiet beträgt 12.900 km² (nach anderen Quellen 13.100 km²). Der Styr entspringt an den nordwestlichen Ausläufern des Podolischen Hochlands in der Nähe der ostgalizischen Stadt Brody. Anschließend durchfließt er die ukrainischen Oblaste Lwiw, Riwne und Wolyn und die belarussische Breszkaja Woblasz, wo er schließlich in den Prypjat mündet. Im Unterlauf durchfließt er die Prypjatsümpfe.
Größere Städte am Fluss sind die wolhynische Oblasthauptstadt Luzk und Warasch.